# Domenico Ciampoli

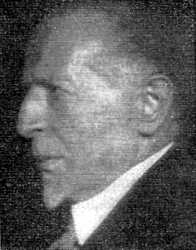
Domenico Ciampoli

Domenico Ciampoli (zur Hervorhebung der Betonung auch Ciàmpoli; * 23. August 1852 in Atessa; † 21. März 1929 in Rom) war ein italienischer Schriftsteller des Verismus und Übersetzer.

## Leben
Ciampoli wurde in den Abruzzen, die damals noch zum Königreich beider Sizilien gehörten, geboren und verbrachte seine Kindheit in Atessa bei Chieti. Er besuchte die humanistischen Gymnasien von Vasto, Sulmona und L’Aquila und begab sich dann nach Neapel, wo er mit der veristischen Literatur Süditaliens (Matilde Serao, Luigi Capuana, Giovanni Verga) in Kontakt kam und sie fortan in eigenen Werken nachahmte. 1877 debütierte er mit der historischen Erzählung Bianca di Sangro, im darauffolgenden Jahr veröffentlichte er den Erzählband Fiori di monte („Bergblumen“), in dem er wie auch in den folgenden fünf Bänden seine abruzzesische Heimat in einer von Dialekt geprägten Sprache porträtierte. Gleichzeitig betätigte er sich als Übersetzer, so gab er 1880 eine zweisprachige Sammlung mit Gedichten und Balladen russischer Autoren (u. a. Alexander Puschkin, Michail Lermontow und Nikolai Nekrassow) heraus und veröffentlichte in der Folge Erzählungen von Bret Harte, Leopold von Sacher-Masoch, Iwan Turgenjew, Nikolai Gogol, Lew Tolstoi und vielen weiteren. 1889 erschien aus seiner Feder die erste slawische Literaturgeschichte in Italien. In seinen Romanen ab 1889 wandte er sich vom veristischen Modell zugunsten eines aristokratischen Milieus und einer Gabriele D’Annunzio nachempfundenen Hochsprache ab.
Ciampoli war Professor an der Universität Sassari auf Sardinien und der Universität Catania auf Sizilien. Er starb 1929 mit 76 Jahren in Rom.

## Rezeption
Ciampoli gilt heute in der Literaturwissenschaft als typischer Poeta minor im Gefolge des Verismus. Seine Werke werden auch in Italien kaum mehr gelesen. Sein Hauptverdienst besteht in der Bekanntmachung der russischen Literatur in Italien, wobei die Qualität seiner Übersetzung schon zu seinen Lebzeiten umstritten war.
Woldemar Kaden übersetzte Ciampolis Erzählungen Sünde (Peccato), Das Fest der Schlangen (La festa delle serpi) und Die Station (La vaporiera) ins Deutsche und veröffentlichte sie 1887 im Band Sonnenbrut. Maria Janitschek bezeichnete Ciampoli daraufhin in einer Besprechung als „Romantiker, [...] dessen Novelle ‚Sünde‘ Gedanken und Gestalten von Michel Angelesker Großheit enthält.“

## Werke

### Erzählbände
- Fiori di monte, 1878
- Racconti abruzzesi, 1880
- Fiabe abruzzesi, 1880
- Trecce nere, 1882
- Cicuta, 1884
- Fra le selve, 1890

### Romane
- Diana, 1884
- Roccamarina, 1889
- Il Pinturicchio, 1894
- L’invisibile, 1896
- Il barone di San Giorgio, 1897

### Übersetzungen und Philologisches
- Melodie russe, 1880 (zweisprachig, Gedichte, Balladen, Legenden und Poeme von Alexander Puschkin, Michail Lermontow, Nikolai Nekrassow, Alexei Kolzow, Kondrati Rylejew, Anton Delwig u. a.)
- Racconti californiani, 1880 (kalifornische Erzählungen von Bret Harte)
- Racconti galiziani, 1881 (galizische Erzählungen von Leopold von Sacher-Masoch)
- Fiori esotici, 1882
- Racconti russi, 1884 (Erzählungen von Iwan Turgenjew, Wladimir Odojewski u. a.)
- Studi slavi, 1888
- Letterature slave, 1889 (erste slawische Literaturgeschichte in Italien)
- Studi letterari, 1891
- Codici paleoslavi della R. Biblioteca Nazionale di San Marco, 1894
- Codici francesi della R. Biblioteca Nazionale di San Marco, 1896
- Nuovi studi letterari e bibliografici, 1900
- Saggi critici di letterature straniere, 1904
- Dizionario di citazioni francesi tradotte, 1912